# تشرك أباد
تشرك أباد (بالفارسية: چرک‌آباد) هي قرية تقع في قسم كاخك الريفي في إيران.